# Freedom (Rage Against the Machine)
Freedom è un singolo del gruppo musicale statunitense Rage Against the Machine, pubblicato il 23 agosto 1994 come quarto e ultimo estratto dall'album omonimo.

## Descrizione
Il testo della canzone commenta in modo dispregiativo il governo statunitense, i media e le corporazioni che, in un modo o nell'altro, convincono il popolo americano di una libertà falsa.
Il singolo, oltre alla versione dell'album, include una versione dal vivo del brano e di Take the Power Back, entrambe eseguite a Vancouver l'11 aprile 1993.

## Video musicale
Il videoclip del brano è stato trasmesso per la prima volta su MTV durante la rubrica 120 Minutes il 19 dicembre 1993. Diretto da Peter Christopherson, il video mostra una performance dal vivo del gruppo alternata ad un documentario del 1992, Incident at Otgala, assieme a frasi che riassumono il caso di Leonard Peltier, leader nativo americano nato nel 1944 e attivista per i diritti dei suoi simili, condannato a due ergastoli senza prove di colpevolezza. Il commento finale esclama Justice has not been served (La giustizia non è stata fatta).
Il video ha raggiunto la prima posizione della classifica CVC Broadcast & Cable Top 50 chart il 1º febbraio 1994.

## Tracce
Testi di Zack de la Rocha, musiche dei Rage Against the Machine.
1. Freedom – 6:07
2. Take the Power Back (Live) – 6:14
3. Freedom (Live) – 5:59

## Formazione
- Zack de la Rocha – voce
- Tom Morello – chitarra
- Tim "C" Commerford – basso
- Brad Wilk – batteria